# نهادهای روابط بین‌الملل
نهادهای روابط بین‌الملل کتابی از کلود آلبر کلییار با ترجمهٔ هدایت الله فلسفی است که در سال ۱۳۶۹ منتشر و در مراسم کتاب سال جمهوری اسلامی ایران به‌عنوان کتاب برگزیده معرفی شد.